# Криулин, Станислав Владимирович
Станисла́в Влади́мирович Криу́лин (укр. Станіслав Володимирович Кріулін; 18 апреля 1975, Купянск, СССР) — украинский и российский футболист, защитник и полузащитник.

## Карьера
C 1996 по 1997 год выступал за купянский «Оскол», в 34 матчах забил 1 гол. В июле 1997 года был на просмотре в луганской «Заре», сыграл 2 матча в Кубке Украины, после чего вернулся в «Оскол», где затем играл до 1998 года, проведя 42 встречи и забив 3 мяча.
С 1999 по 2000 год играл за «Кривбасс», провёл 12 матчей в чемпионате, дважды стал бронзовым призёром чемпионата Украины и один раз финалистом Кубка. Кроме того, сыграл 25 встреч, в которых забил 3 гола, за «Кривбасс-2».
В 2001 году переехал в Россию, где продолжил карьеру в тульском «Арсенале», в том сезон в 29 матчах забил 2 мяча в первенстве и 2 игры провёл в Кубке России. 2002 год провёл в «Кубани», сыграл 14 встреч и забил 1 гол в первенстве и матч провёл в Кубке. Затем вернулся в «Арсенал», где с 2003 по 2004 год сыграл 40 матчей и забил 5 мячей в первенстве и ещё провёл 7 игр и забил 1 гол в Кубке.
В 2004 году провёл 4 встречи за клуб «Гомель» из Белоруссии. В 2005 году снова вернулся в «Арсенал», за который сыграл 27 матчей и забил 1 мяч. Сезон 2006 года провёл во владимирском «Торпедо», сыграл 32 матча в первенстве и ещё провёл 4 игры и забил 1 гол в Кубке России.
С 2007 по 2010 выступал за любительский клуб «Локомотив» из родного Купянска, сыграл 17 матчей в чемпионате ААФУ и 1 встречу в Кубке ААФУ.

## Достижения
- 3-е место в чемпионате Украины: 1998/99, 1999/00
- Финалист Кубка Украины: 1999/00

1-е место в чемпионате России 2 лига.зона запад.2003
обладатель кубка пфл России 2003